# 六氟磷酸铵
六氟磷酸銨又稱氟磷酸銨，分子式NH4[PF6]。

## 制备
氟化铵与五氯化磷反应生成六氟磷酸銨。
{\displaystyle \mathrm {PCl_{5}+6\ NH_{4}F\longrightarrow NH_{4}[PF_{6}]+5\ NH_{4}Cl} }
它也可以由二氯氮化磷和氢氟酸反应而成。
{\displaystyle \mathrm {(NPCl_{2})_{n}+6\ n\ HF\longrightarrow n\ NH_{4}[PF_{6}]+2\ n\ HCl} }

## 性质
六氟磷酸盐是一种无色固体。 它可溶于水、丙酮、甲醇和乙醇。它在熔化之前就会分解。

## 用处
六氟磷酸铵可以用来制备其它六氟磷酸盐。 它分别和 RbCl 和CsCl 反应，形成六氟磷酸铷和六氟磷酸铯。